# Saxony
Saxony je označení pro zvláštní druh vlněných textilií v různých stádiích zpracování. 

## Saská vlna
Označení saxony pro vlnu vzniklo koncem 18. století. V roce 1765 se dostalo do Saska   stádo 220 ovcí jako dárek španělského krále jeho příbuznému (druh Negrette, zvíře s jedinečnou krátkovlákennou merino srstí). Vhodným křížením ovcí zde byl v následujících letech vyvinut druh, který pod názvem saxony dával v té době nejjemnější vlnu na světě. (Podrobnosti o jejich vlastnostech a rozsahu výroby nebyly publikovány). V 19. století se vyvezlo několik saských ovcí do Austrálie, kde se z nich křížením vyvinul druh merino-ovce, která dává nejemnější vlněná vlákna i v 21. století. 

## Saxony příze
je v 21 .století definována jako
- měkká efektní příze z mykané vlny používaná na svrchní sportovní oděvy nebo
- silně kroucená česaná příze na pletení[3]

## Tkané saxony
Na začátku 20. století bylo v anglosaské odborné literatuře obšírně popisováno saxony v řadě modalit jako velmi hebká, pružná tkanina vyráběná v keprové vazbě převážně z česané vlny. Saxony obsahovalo v porovnámí s podobným ševiotem (z kříženecké vlny) o 40-60 % jemnější vlákna. Tkaniny byly z velké části valchované, známé byly také výrobky s hladkou úpravou a  oboustranné.
Jako použití se uváděly pánské a dámské svrchní oděvy, kde se rozenávalo lehké (350-450 g/m²), středně těžké (475-550 g/m²) a těžké saxony (610-680 g/m²).
V 21. století jsou pro saxony známé definice: 
- vysoce kvalitní výrobek ze saské merinové vlny[3]
- vlnařská (směsová) tkanina střední hmotnosti z mykaných přízí v krepové vazbě [5] [6]
- vlněná tkanina s osnovou z česané a s útkem z mykané příze[7]

V textilním maloobchodě se saxony nabízí v metráži např. jako celovlněné lehké zboží (200 g/m²) na pánské obleky nebo tkanina ze směsi polyester/bavlna (85/15) s použitím na nábytkové potahy nebo závěsy.

## Všívaný koberec
Saxony je hustě  tuftovaný koberec s řezanými smyčkami z  pařené příze.

## Galerie historických tkanin
Vzorky saxony tkanin ze začátku 20. století:

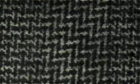
Vzorek s hmotností 400 g/m²
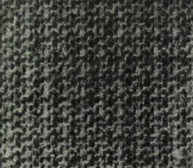
Středně těžké saxony (540 g/m²)
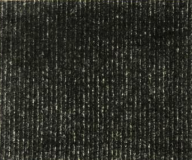
Těžké saxony ( 620 g/m²)
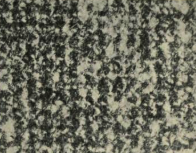
Lehce valchované saxony
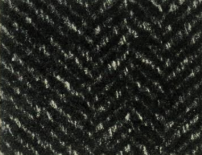
Silně valchované saxony
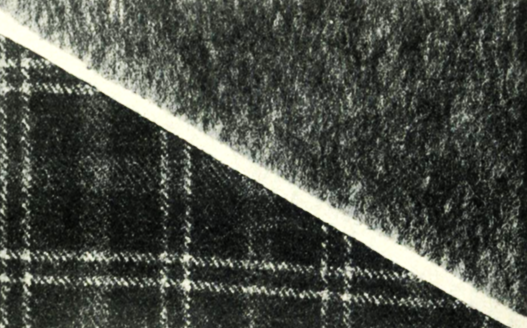
Kabátová tkanina: Počesaný líc z ševiotové, károvaná podšívka ze saxony příze (1916)